# Kuta Aceh
Kuta Aceh is een bestuurslaag in het regentschap Nagan Raya van de provincie Atjeh, Indonesië. Kuta Aceh telt 315 inwoners (volkstelling 2010).